# 击球顺序 (棒球)

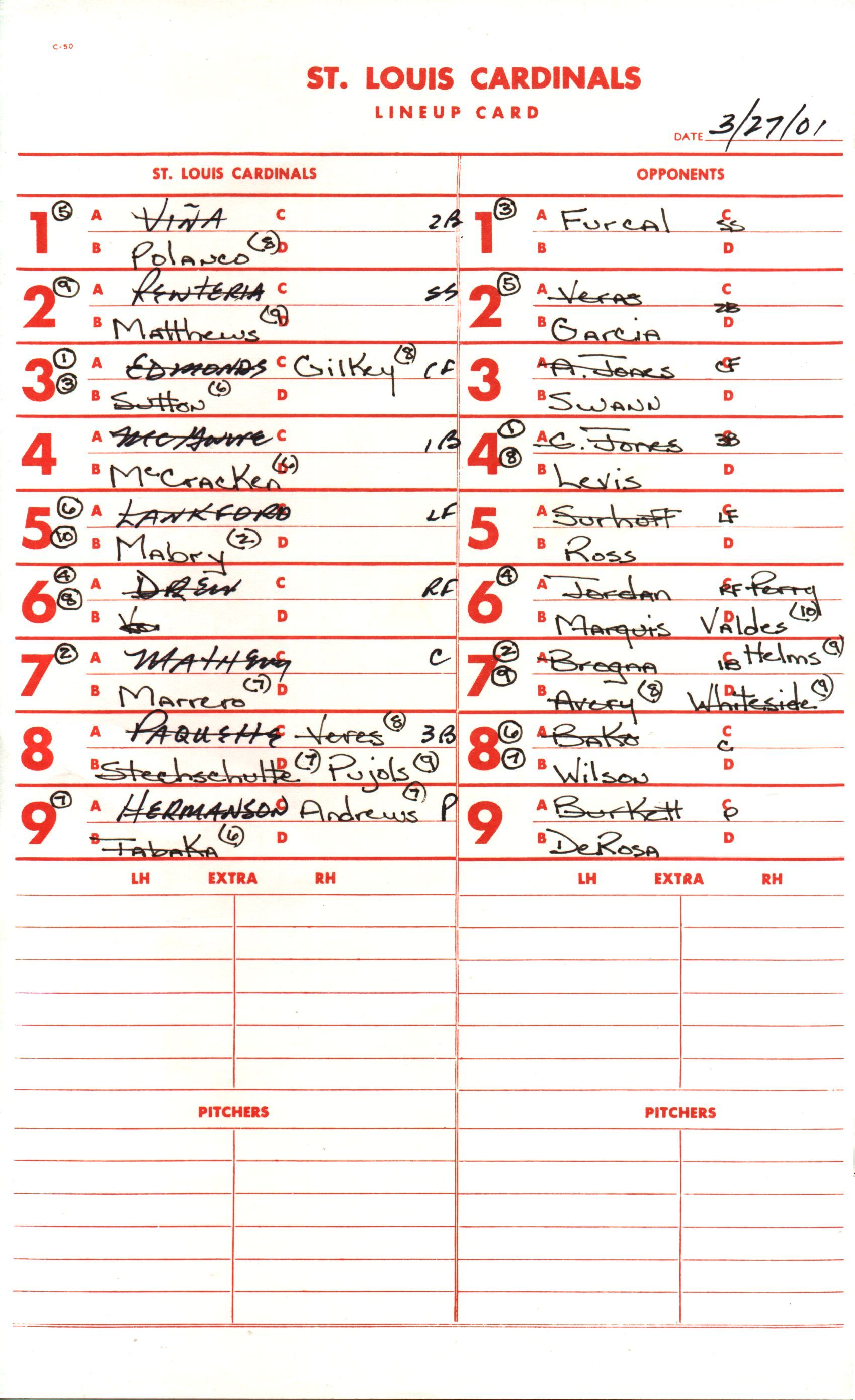
2001年圣路易斯红雀队和亚特兰大勇士队春季训练赛阵容表

击球顺序（英語：batting order）或打序、棒次、打線（batting lineup），是棒球运动中，进攻方击球员轮流与防守方投手对抗的击球顺序。击球顺序是球队进攻策略的主要组成部分，通常由总教练制定的，比赛开始前，總教練必须向本垒裁判出示两张本队阵容卡（lineup card），该卡片上记录了球队的首发击球顺序與守備位置，且需經由總教練簽名。本垒裁判保留每支球队的阵容表的一份副本，并将第二份副本交给对方的總教練，记录员也會有副本。一旦本垒裁判将阵容表交给对方的主教练，击球阵容就将确定，主教练只能根据官方棒球规则中关于替换的规定进行更改。 如果球队击球顺序混乱，则违反了棒球规则，并会受到处罚。
在现代棒球中，一些击球位置都有昵称：第一位击球员为“第一棒”，又稱為「開路先鋒」，第四位为“ 中心棒次 ”，第九位为“最后一棒”。第三、第四和第五名击球手通常被统称为击球顺序的“心脏”或“核心”，而第七、第八和第九名击球手被称为“阵容底部”，这个称呼通常既指他们的击球位置，也指他们通常缺乏进攻能力。 
每局比赛开始时，击球顺序从上一局结束时的顺次继续，而不会重新从第一位击球手开始。如果当前的击球手在上一局没有完成打击（因为另一个跑垒手因被抓盗垒或者牵制成为第三个出局时），他在下一局开局时仍需上场打击，投球数重新设置为0-0。虽然这确保了击球员们击球次数大概相同，但由于比赛几乎总是在最后一个击球周期完成之前结束，所以第一位击球手几乎总是比第九位击球手多一个打席，这是足够显著的差异，会影响战术决策。这与每个击球手的“打数”官方计数并不完全相关，因为牺牲打（触击或高飞球）以推进跑垒手，或保送（投出四坏球或触身球）不记录为“打数”，因为这些很大程度上不在击球手的控制范围内，故并不会影响他的打击率（击中数除以打数）。

## 历史

### 击球顺序的发展
19世纪中叶出现的早期棒球或圆场棒球没有固定的击球顺序，任何不在垒上的球员都可以被召击球。据说，固定击球顺序的概念是由亚历山大·卡特来特发明的，他还制定了诸如界外球和触杀跑垒员的规则等，并设计了游击手的位置。在棒球运动早期，规则并不要求球队在比赛开始前确定击球顺序。这使得有关击球顺序的战略决策可以在比赛进行时做出。然而，从19世纪80年代起，棒球组织规定要求在球队在上场击球前必须披露击球顺序。
例如，1896年的《职业棒球俱乐部比赛规则》中的第36条规定如下：“击球手必须站在击球手的线内...按照他们在击球顺序中被命名的顺序站好，这个击球顺序必须由对方球队的队长在比赛前提交给裁判，且必须遵循这个击球顺序，除非有替补球员的情况，此时替补球员必须按照原始球员在击球顺序中的位置上场。每局比赛的第一个击球手将是上一局完成他轮次的最后一名球员之后的那名球员。”

## 击球顺序中的位置

### 击球手＃1
击球顺序中第一个上场的球员被称为开路先锋。开路先锋通常指高上垒率、击球纪律性强、击球控制力强、速度快、有盗垒能力的击球手。他的目标是确保在后来更有力的击球手上场时，球队有跑垒员。一旦上垒，他的主要目标就是尽快进入得分位置（即二垒或三垒），可以通过盗垒、打带跑或机智的跑垒决策得分。
对开路先锋的上垒率（OBP）的要求超过了其他位置。因为选出开路先锋主要是看他们的速度和上垒能力，所以他们通常不是强棒，而是接触击球手。开路先锋通常主要击出一垒打和二垒打，或者保送上垒。然而，正如韦德·博格斯所示，速度并不是至关重要的，但开路先锋非常需要速度。
然而，如今对于开路先锋的理解是逐渐发展起来的。棒球先驱亨利·查德威克在1867年对开路先锋的早期“职责描述”仅仅建议：“你的开路先锋永远应是九人中最冷静的击球手。”然而，到了1898年，一篇《体育生活》的文章指出：“通常，名单上第一棒建议为身材矮小、活跃的击球手，他可以击球、跑垒和盗垒，还可以通过向投手施加压力来获得保送。”
知名的开路先锋有菲爾·里茲圖、瑞奇·艾許伯恩 、毛利·威爾斯、盧·布羅克、彼得·羅斯 、 羅德·卡魯 、 提姆·雷恩斯和鈴木一朗，其中一些人的击球力量稍强一些，比如盧·懷泰克 、瑞奇·韓德森 、 保羅·莫里特 、德瑞克·基特 、杰拉多·帕拉和強尼·戴蒙。
“开路先锋”一词可互换使用，不仅指顺序表上的第一个击球手，还指任何特定局中第一个上场的击球手。例如，如果在第二局中，阵容表中的第五名击球手是第一个上场的击球手，那么就会说他是首棒击球手，或者是该局的首位击球手。

### 击球手＃2
第二位击球手通常是一个能够短打、牺牲打或击出安打的接触击球员。他的主要目标是将开场击球手送到得分位置，并避免被击成双杀。教练们通常喜欢让左撇子击球手担任第二棒，因为一垒手拦住首位击球手可能会造成内场防守的空隙。早在1892年，人们就认识到第二棒位置的左击手会让垒上的球员更容易偷到第二垒。 在一支非常优秀的球队中，这种击球手可以兼具首发击球手和强力击球手的特点（曼尼·马查多、柯特·弗勒德、乔·摩根、克里斯蒂安·耶利奇、罗宾·杨特、艾伦·特拉梅尔、莱恩·桑德伯格、亚伦·贾奇、弗雷迪·弗里曼），在某些情况下，会放弃左手击球手的优势，而选择优秀的右手击球手。

### 击球手＃3
第三棒，即三号位，通常是球队中全能性最强的击球手，经常能够击出高的打击率，但速度不一定很快。他的工作之一是为第四棒打者打开局面，另一部分工作是帮助推进跑者得分。第三棒击球手以“延续局面”的能力而闻名。然而，近年来，一些教练倾向于把他们最擅长击球的球员放在这个位置上。
通常，球队中击球力量和上垒率最高的击球手会排在第三，阵容中这一位置上的击球手有罗杰斯·霍恩斯比、贝比·鲁斯、斯坦·穆休、梅尔·奥特、特德·威廉姆斯、托尼·格温、威利·梅斯、奇伯·琼斯、巴里·邦兹、米奇·曼托、卡尔·亚斯特泽姆斯基、杜克·斯奈德、艾伯特·普荷斯、乔伊·沃托、安德鲁·麦卡琴、米格尔·卡布雷拉卡、小肯·葛瑞菲、瑞安·布劳恩、乔什·汉密尔顿、埃文·朗格利亚、何塞·包蒂斯塔、埃德温·恩卡纳西翁、迈克·特劳特和汉克·阿伦。即使没有超强的击球力量 (尤吉·贝拉，艾尔·卡莱恩，乔治·布雷特) 或高击球率 (厄尼·班克斯，哈蒙·基尔布鲁，强尼·班奇，迈克·施密特，雷吉·杰克逊)，这个位置上也有大量的击球手最终成为棒球名人堂的成员。

### 击球手＃4
击球顺序中的第四位球员被称为第四棒击球手，也被称为第四棒点击球手，在现代棒球中，他几乎总是球队中最好的击球手之一，往往是最有力量和最有能力通过长打（二垒安打、三垒安打或本垒打）打进分数的击球手。教练倾向于将最有可能上垒的击球手安排在第四击球手之前，以便第四击球手可以通过将这些跑垒员送回本垒来“清空”垒位，从而得分。这个位置主要目标是打出得分，尽管他也有望得分。击球完美收官需要非凡的天赋，以及在关键情况下（例如两人出局满垒时）打出关键一击的能力。 知名的第四棒击球手包括埃德加·马丁内斯、卢·格里格、乔·迪马乔、埃迪·马修斯、诺姆·卡什、威利·麦考维、比利·威廉姆斯、托尼·佩雷斯、弗雷德·麦格里夫、埃迪·默里、丹尼尔·墨菲、亚历克斯·罗德里格斯、普林斯·菲尔德、大卫·奥尔蒂斯和瑞安·霍华德。
完美击球手背后的理论是，在比赛开始时，如果前三名击球手中至少有一人以单垒安打或保送上垒，则本垒打将导致两分或更多分，而不仅仅是一分（“单人”本垒打）。如果三名球员都上垒，从而使垒上满员，那么第四棒击球手就有机会打出满垒本垒打，得到四分。但即使没有满垒本垒打，这位击球手也可以凭借较高的击球率和频繁的保送来延长一局。
然而，在1920年之前，全垒打并不常见，因此将全垒打手排在第四位的战术理念发展缓慢。尽管如此，在棒球历史的早期阶段，人们就认识到在这个位置上需要一个出色的得分手，正如球员兼经理卡普·安森（Cap Anson）通常会在那里写下他的名字一样。随着力量在比赛中扮演越来越重要的角色，排第四位的全垒打手的趋势相应地得到了发展。在1904年，体育记者蒂姆·默奈恩（Tim Murnane）明确表示：“球队的重型击球手位于第四位。”
第三和第四位的击球手经常可以互换。例如，2011年底特律老虎队将米格尔·卡布雷拉排在第四位，但在2012赛季前签下自由球员普林斯·菲尔德后，将他调整到第三位。

### 击球手＃5、＃6
第五和第六（有时第七）位的击球手通常被视为打点手，主要目标是将跑垒员送回本垒，特别是通过高飞牺牲打。阵容中的第三、第四和第五位击球手被称为“阵容核心”，表示他们共同具有的上垒能力、击打力量和打点能力。现代棒球统计学分析道，即使是第五和第六位击球手也应有高上垒率，尽管这种方法并没有普遍采用。第五位击球手通常是球队的第二位最佳长打手，他的目的通常是“保护”阵容中的第四击球手。该位置应构成足够的威胁，使得对手球队在潜在的得分机会中不敢投出故意四坏球保送第四击球手。第六位击球手作为第五位击球手的后备，如果他未能得分或者如果另一个得分机会出现，他就会自己得分。

### 击球手＃7、＃8
第七棒和第八棒的击球手通常不像前面的击球手那样有力量，打击率也不如前面几位。他们通常是因为防守能力而不是击球能力，例如为捕手、二垒手或游击手而在打线中占据一席之地。尽管教练仍然期望他们有所贡献，但在这些位置上他们的压力较小。第八棒的主要压力在于两出局的情况下：在这种情况下，他必须与投手对抗以争取上垒，这样第九棒就可以上场。这样，即使第九棒出局，打线的顶端也会在下一局上场。
第七棒击球手通常是捕手，这通常是球队中跑垒速度最慢的球员，即使他是一个出色的击球手（例如比尔·弗里汉），他们的速度过慢速会导致在打线前段出现大量的双杀。第八棒通常是一个擅长击球的打者，可以作为二棒的后备。在没有指定打击的联赛中，捕手通常打第八棒，因为他们专注防守技能和接球，故打击率相对较低。但并不绝对，在投手打第九棒的情况下，有时第八棒击球手会被故意保送，以对付第九棒的投手；然而，在两出局的情况下，对方投手被期望与第八棒击球手对局，这样即使出局，投手也将在下一局领先。

### 击球手＃9
第九棒传统上是为那些打击能力较弱的球员预留的位置。
在没有指定打击规则的联赛中，先发投手几乎总是占据第九棒的位置，尽管中继投手由于双重替换可能占据不同的位置。如果第九棒击球手上场时，一垒或二垒上有跑者且未满两出局，他几乎总是会进行短打。然而，有一种显著的替代方案，即投手或最弱的击球手实际上打第八棒，而另一名具有不错的上垒率和速度的球员打第九棒，从而在打线底部创造一种“第二个开场击球手”，然后循环到打线顶端。这种策略在大联盟中偶尔使用，但圣路易斯红雀队教练托尼·拉·鲁萨在1998年棒球赛季的下半段以及2007年8月和2008年再次采用了这一策略，密尔沃基酿酒人队经理内德·约斯特在2008年也使用了这一策略。芝加哥小熊队经理乔·马登在2017年小熊队赛季初将投手安排在第八棒的位置。